# Гілберт (Міннесота)
Гілберт (англ. Gilbert) — місто (англ. city) в США, в окрузі Сент-Луїс штату Міннесота. Населення — 1687 осіб (2020).

## Географія
Гілберт розташований за координатами 47°29′28″ пн. ш. 92°27′41″ зх. д. / 47.49111° пн. ш. 92.46139° зх. д. (47.491021, -92.461270). За даними Бюро перепису населення США в 2010 році місто мало площу 32,86 км², з яких 30,71 км² — суходіл та 2,14 км² — водойми.

## Демографія
Згідно з переписом 2010 року, у місті мешкало 1799 осіб у 835 домогосподарствах у складі 486 родин. Густота населення становила 55 осіб/км².  Було 937 помешкань (29/км²).
Расовий склад населення:
| - 96,8 % — білих - 1,0 % — корінних американців - 0,2 % — чорних або афроамериканців - 0,2 % — азіатів - 0,1 % — вихідців з тихоокеанських островів |

До двох чи більше рас належало 1,6 %. Частка іспаномовних становила 0,8 % від усіх жителів.
За віковим діапазоном населення розподілялося таким чином: 21,8 % — особи молодші 18 років, 60,4 % — особи у віці 18—64 років, 17,8 % — особи у віці 65 років та старші. Медіана віку мешканця становила 44,7 року. На 100 осіб жіночої статі у місті припадало 94,7 чоловіків;  на 100 жінок у віці від 18 років та старших — 93,5 чоловіків також старших 18 років.
Середній дохід на одне домашнє господарство  становив 54 676 доларів США (медіана — 47 326), а середній дохід на одну сім'ю — 68 546 доларів (медіана — 64 107). Медіана доходів становила 53 750 доларів для чоловіків та 32 763 долари для жінок. За межею бідності перебувало 9,7 % осіб, у тому числі 4,7 % дітей у віці до 18 років та 7,8 % осіб у віці 65 років та старших.
Цивільне працевлаштоване населення становило 846 осіб. Основні галузі зайнятості: освіта, охорона здоров'я та соціальна допомога — 18,1 %, виробництво — 14,7 %, роздрібна торгівля — 10,8 %, фінанси, страхування та нерухомість — 9,5 %.